# Bo Jagler
Bo Inge Jagler, ursprungligen Johansson, född 6 oktober 1941 i Göteborg, är en svensk före detta fotbollsspelare (back) som representerade Gais åren 1962–1964 och IFK Göteborg åren 1968–1969.
Jagler, som under sin tid i Gais ännu hade namnet Johansson, flyttades upp från juniorlaget och gjorde A-lagsdebut i division II 1962. Han spelade samtliga 22 matcher i serien under debutåret och var ordinarie även 1963, då Gais kvalade sig upp till allsvenskan. I allsvenskan 1964 blev det 13 matcher och 1 mål för Johansson. Sammanlagt gjorde han 56 seriematcher och 1 mål i Gais, innan han 1965 bytte namn till Jagler och gick till Skärhamns IK. Inför säsongen 1968 gick han till IFK Göteborg, för vilka han spelade 17 matcher (1 mål) i allsvenskan 1968. Han var kvar i IFK:s trupp även 1969, men spelade då inga tävlingsmatcher.